# Ciudad Real
Ciudad Real város Spanyolországban, Kasztília-La Mancha autonóm közösségben, az azonos nevű, Ciudad Real (tartomány) székhelye.

## Fő látnivalói
- A katedrális
- Iglesia de San Pedro (templom)
- Puerta de Toledo

## Neves szülöttei
- Javier Botet (* 1977), színész
- Ignacio Plaza Jiménez (* 1994), kézilabda játékos

## Népesség
A település lakosságának változását az alábbi diagram mutatja:
| Lakosok száma | 61 280 | 67 401 | 70 124 | 74 014 | 74 798 | 74 960 | 74 054 | 74 746 | 75 104 | 75 909 |
|               | 2001   | 2004   | 2006   | 2009   | 2011   | 2014   | 2016   | 2019   | 2021   | 2024   |

## Fordítás
Ez a szócikk részben vagy egészben  a   Ciudad Real című német Wikipédia-szócikk fordításán alapul.  Az eredeti cikk szerkesztőit annak laptörténete sorolja fel. Ez a jelzés csupán a megfogalmazás eredetét és a szerzői jogokat jelzi, nem szolgál a cikkben szereplő információk forrásmegjelöléseként.